# Argentina Open 2021
Giải quần vợt Argentina Mở rộng 2021 là một giải quần vợt nam thi đấu trên mặt sân đất nện ngoài trời. Đây là lần thứ 24 giải ATP Buenos Aires được tổ chức, và là một phần của ATP Tour 250 trong ATP Tour 2021. Giải đấu diễn ra ở Buenos Aires, Argentina, từ ngày 1 đến ngày 7 tháng 3 năm 2021.

## Điểm và tiền thưởng

### Phân phối điểm
| Sự kiện | VĐ  | CK  | BK | TK | Vòng 1/16 | Vòng 1/32 | Q  | Q3 | Q2 | Q1 |
| Đơn     | 250 | 150 | 90 | 45 | 20        | 0         | 12 | 6  | 3  | 0  |
| Đôi     | 250 | 150 | 90 | 45 | 0         | —         | —  | —  | —  | —  |

### Tiền thưởng
| Sự kiện | VĐ      | CK      | BK      | TK     | Vòng 1/16 | Vòng 1/32 | Q3     | Q2     | Q1     |
| Đơn     | $24,400 | $18,030 | $13,510 | $9,240 | $6,310    | $4,505    | $3,470 | $2,310 | $1,275 |
| Đôi*    | $8,510  | $6,230  | $4,730  | $3,390 | $2,480    | —         | —      | —      | —      |

*mỗi đội

## Nội dung đơn

### Hạt giống
| Quốc gia | Tay vợt              | Xếp hạng1 | Hạt giống |
| -------- | -------------------- | --------- | --------- |
| ARG      | Diego Schwartzman    | 9         | 1         |
| CHI      | Cristian Garín       | 22        | 2         |
| FRA      | Benoît Paire         | 29        | 3         |
| SRB      | Miomir Kecmanović    | 41        | 4         |
| ESP      | Albert Ramos Viñolas | 47        | 5         |
| ESP      | Pablo Andújar        | 55        | 6         |
| SRB      | Laslo Đere           | 59        | 7         |
| USA      | Frances Tiafoe       | 62        | 8         |

- 1 Bảng xếp hạng vào ngày 22 tháng 2 năm 2021[2]

### Vận động viên khác
Đặc cách:
- Thiago Agustín Tirante
- Facundo Díaz Acosta
- Holger Vitus Nødskov Rune

Miễn đặc biệt:
- Facundo Bagnis
- Juan Manuel Cerúndolo

Vượt qua vòng loại:
- Francisco Cerúndolo
- Lukáš Klein
- Jaume Munar
- Sumit Nagal

### Rút lui
Trước giải đấu
- Pablo Cuevas → thay thế bởi  Gianluca Mager
- Pedro Martínez → thay thế bởi  Andrej Martin
- Guido Pella → thay thế bởi  Roberto Carballés Baena

## Nội dung đôi

### Hạt giống
| Quốc gia | Tay vợt           | Quốc gia | Tay vợt           | Xếp hạng1 | Hạt giống |
| -------- | ----------------- | -------- | ----------------- | --------- | --------- |
| USA      | Austin Krajicek   | CRO      | Franko Škugor     | 74        | 1         |
| BRA      | Marcelo Demoliner | MEX      | Santiago González | 93        | 2         |
| ITA      | Simone Bolelli    | ARG      | Máximo González   | 115       | 3         |
| URU      | Ariel Behar       | ECU      | Gonzalo Escobar   | 123       | 4         |

- 1 Bảng xếp hạng vào ngày 22 tháng 2 năm 2021

### Vận động viên khác
Đặc cách:
- Francisco Cerúndolo /  Federico Coria
- Facundo Díaz Acosta /  Thiago Agustín Tirante

### Rút lui
Trước giải đấu
- Marco Cecchinato /  Guido Pella → thay thế bởi  Roberto Carballes Baena /  Salvatore Caruso
- Pablo Cuevas /  Oliver Marach → thay thế bởi  Oliver Marach /  Luis David Martínez
- Pablo Andújar /  Pedro Martinez → thay thế bởi  Pablo Andújar /  Jaume Munar

Trong giải đấu
- André Göransson /  Thiago Monteiro

## Nhà vô địch

### Đơn
- Diego Schwartzman đánh bại  Francisco Cerúndolo, 6–1, 6–2.

### Đôi
- Tomislav Brkić /  Nikola Ćaćić đánh bại  Ariel Behar /  Gonzalo Escobar, 6–3, 7–5.